# 1. Fußball-Club Nürnberg Verein für Leibesübungen 1994-1995
Questa voce raccoglie le informazioni riguardanti il 1. Fußball-Club Nürnberg Verein für Leibesübungen nelle competizioni ufficiali della stagione 1994-1995.

## Stagione
Nella stagione 1994-1995 il Norimberga, allenato da Rainer Zobel e Günter Sebert, concluse il campionato di 2. Bundesliga al 15º posto. In Coppa di Germania il Norimberga fu eliminato al primo turno dall'Ulma.

## Rosa
| N. |                      | Ruolo | Calciatore        |
| -- | -------------------- | ----- | ----------------- |
| 3  | Germania (bandiera)  | D     | Thomas Brunner    |
| 6  | Germania (bandiera)  | D     | Frank Baumann     |
| 7  | Germania (bandiera)  | C     | Michael Wiesinger |
| 10 | Germania (bandiera)  | C     | Marc Oechler      |
|    | Germania (bandiera)  | P     | Perry Bräutigam   |
|    | Germania (bandiera)  | P     | Harald Ebertz     |
|    | Germania (bandiera)  | D     | Markus Brand      |
|    | Germania (bandiera)  | D     | Lutz Braun        |
|    | Germania (bandiera)  | D     | Thomas Eichin     |
|    | Germania (bandiera)  | D     | Kay Friedmann     |
|    | Turchia (bandiera)   | D     | Kemal Halat       |
|    | Rep. Ceca (bandiera) | D     | Luboš Kubík       |
|    | Germania (bandiera)  | D     | Rainer Zietsch    |

| N. |                      | Ruolo | Calciatore           |
| -- | -------------------- | ----- | -------------------- |
|    | Germania (bandiera)  | C     | Jörg Böhme           |
|    | Argentina (bandiera) | C     | Sergio Bustos        |
|    | Germania (bandiera)  | C     | Alexander Contala    |
|    | Germania (bandiera)  | C     | André Golke          |
|    | Austria (bandiera)   | C     | Reinhold Hintermaier |
|    | Germania (bandiera)  | C     | Jürgen Kramny        |
|    | Germania (bandiera)  | C     | Tobias Maus          |
|    | Germania (bandiera)  | C     | Frank Möller         |
|    | Germania (bandiera)  | C     | Martin Przondziono   |
|    | Germania (bandiera)  | C     | Oliver Straube       |
|    | Germania (bandiera)  | A     | Hans-Jörg Criens     |
|    | Islanda (bandiera)   | A     | Arnar Gunnlaugsson   |
|    | Islanda (bandiera)   | A     | Bjarki Gunnlaugsson  |

## Organigramma societario
Area tecnica
- Allenatore: Günter Sebert
- Allenatore in seconda:
- Preparatore dei portieri:
- Preparatori atletici:

## Calciomercato

### Sessione estiva
| Acquisti | Acquisti            | Acquisti              | Acquisti |
| R.       | Nome                | da                    | Modalità |
| -------- | ------------------- | --------------------- | -------- |
| C        | Jörg Böhme          | Carl Zeiss Jena       |          |
| P        | Perry Bräutigam     | Carl Zeiss Jena       |          |
| P        | Harald Ebertz       | Stoccarda             |          |
| A        | Arnar Gunnlaugsson  | Feyenoord             |          |
| A        | Bjarki Gunnlaugsson | Feyenoord             |          |
| C        | Tobias Maus         | Norimberga (juniores) |          |
| C        | Frank Möller        | Eintracht Francoforte |          |
| C        | Martin Przondziono  | Werder Brema          |          |

| Cessioni | Cessioni        | Cessioni              | Cessioni |
| R.       | Nome            | a                     | Modalità |
| -------- | --------------- | --------------------- | -------- |
| P        | Andreas Köpke   | Eintracht Francoforte |          |
| D        | Marco Kurz      | Borussia Dortmund     |          |
| C        | Sascha Licht    | Dinamo Dresda         |          |
| A        | Mustafa Özkan   | Norimberga (juniores) |          |
| D        | Frank Schmidt   | TSV Vestenbergsgreuth |          |
| C        | Manfred Schwabl | Wacker Innsbruck      |          |
| C        | Alain Sutter    | Bayern Monaco         |          |
| D        | Uwe Wolf        | Monaco 1860           |          |
| A        | Christian Wück  | Karlsruhe             |          |
| A        | Sergio Zárate   | Amburgo               |          |

### Sessione invernale
| Acquisti | Acquisti      | Acquisti            | Acquisti |
| R.       | Nome          | da                  | Modalità |
| -------- | ------------- | ------------------- | -------- |
| D        | Lutz Braun    | Monaco 1860         |          |
| D        | Thomas Eichin | Borussia M'gladbach |          |

| Cessioni | Cessioni | Cessioni | Cessioni |
| R.       | Nome     | a        | Modalità |
| -------- | -------- | -------- | -------- |

## Risultati

### 2. Bundesliga

#### Girone di andata
| Norimberga 22 agosto 1994, ore 20:15 CEST 1ª giornata | Norimberga | 0 – 0 referto | Waldhof Mannheim | Frankenstadion (19 500 spett.)\| Arbitro: \| Strigel \| |
| Arbitro:                                              | Strigel    |               |                  |                                                         |

| Arbitro: | Gettke |

|             |           |                       |
| Sievers 69’ | Marcatori | 9’ Straube 29’ Möller |

| Arbitro: | Steinborn |

|                                        |           |              |
| Gunnlaugsson 21’, 73’ Gunnlaugsson 37’ | Marcatori | 86’ Heidrich |

| Arbitro: | Berg |

|           |           |                  |
| Voigt 22’ | Marcatori | 45’ Gunnlaugsson |

| Arbitro: | Leimert |

|                    |           |          |
| Friedmann 21’, 50’ | Marcatori | 58’ Veit |

| Arbitro: | Weber |

|                        |           |            |
| Simon 11’ Radványi 65’ | Marcatori | 17’ Criens |

| Arbitro: | Müller |

|             |           |           |
| Straube 33’ | Marcatori | 87’ Moser |

| Arbitro: | Hotop |

|                                                                                |           |                                             |
| Kobylański 6’ Golke 42’ (aut.) Sippel 54’ Daschner 61’ Studer 73’ Gütschow 86’ | Marcatori | 20’ Gunnlaugsson 67’ Golke 88’ Gunnlaugsson |

| Arbitro: | Fandel |

|             |           |            |
| Lottner 87’ | Marcatori | 82’ Bustos |

| Arbitro: | Rüdiger |

|            |           |             |
| Kramny 31’ | Marcatori | 7’ Hartmann |

| Arbitro: | Aust |

|                                          |           |                                   |
| Driller 3’ Savichev 35’ Brand 74’ (aut.) | Marcatori | 14’ Gunnlaugsson 29’ Gunnlaugsson |

| Arbitro: | Dörr |

|           |           |            |
| Golke 37’ | Marcatori | 81’ Ziemer |

| Arbitro: | Friedrichs |

|                               |           |  |
| Brand 49’ (aut.) Bertalan 55’ | Marcatori |  |

| Arbitro: | Friedrichs |

|                                 |           |                 |
| Kubík 34’ Gunnlaugsson 63’, 69’ | Marcatori | 53’ Kapetanović |

| Arbitro: | Jansen |

|                                    |           |  |
| Adriano 33’ Simon 48’ Mushinka 85’ | Marcatori |  |

| Norimberga 5 dicembre 1994, ore 20:15 CET 16ª giornata | Norimberga | 0 – 0 referto | Wolfsburg | Frankenstadion (12 200 spett.)\| Arbitro: \| Koop \| |
| Arbitro:                                               | Koop       |               |           |                                                      |

| Arbitro: | Pohlmann |

|                                                                       |           |  |
| Baumgart 45’ Kramny 57’ (aut.) Mencel 61’ Chałaśkiewicz 71’ Milde 87’ | Marcatori |  |

#### Girone di ritorno
| Arbitro: | Kasper |

|                     |           |             |
| Dakić 24’ Hayer 90’ | Marcatori | 58’ Zietsch |

| Arbitro: | Haupt |

|                        |           |  |
| Eichin 16’ Zietsch 69’ | Marcatori |  |

| Lipsia 4 marzo 1995, ore 15:30 CET 20ª giornata | VfB Lipsia | 0 – 0 referto | Norimberga | Zentralstadion (4 200 spett.)\| Arbitro: \| Hotop \| |
| Arbitro:                                        | Hotop      |               |            |                                                      |

| Arbitro: | Waldmann |

|                                                     |           |             |
| Gunnlaugsson 31’ Kramny 51’ Golke 80’ Wiesinger 88’ | Marcatori | 85’ Allievi |

| Arbitro: | Byernetzky |

|  |           |           |
|  | Marcatori | 14’ Golke |

| Arbitro: | Prengel |

|  |           |                    |
|  | Marcatori | 11’ Reeb 54’ Moore |

| Bochum 1º aprile 1995, ore 15:30 CEST 24ª giornata | Wattenscheid 09 | 0 – 0 referto | Norimberga | Lohrheidestadion (1 800 spett.)\| Arbitro: \| Kemmling \| |
| Arbitro:                                           | Kemmling        |               |            |                                                           |

| Norimberga 7 aprile 1995, ore 20:00 CEST 25ª giornata | Norimberga | 0 – 0 referto | Hannover 96 | Frankenstadion (15 500 spett.)\| Arbitro: \| Gettke \| |
| Arbitro:                                              | Gettke     |               |             |                                                        |

| Arbitro: | Fleske |

|            |           |            |
| Bustos 77’ | Marcatori | 2’ Akonnor |

| Arbitro: | Friedrichs |

|           |           |             |
| Meyer 87’ | Marcatori | 49’ Zietsch |

| Arbitro: | Werthmann |

|           |           |             |
| Böhme 79’ | Marcatori | 18’ Szubert |

| Arbitro: | Casper |

|          |           |  |
| Hock 75’ | Marcatori |  |

| Arbitro: | Hauer |

|                  |           |            |
| Gunnlaugsson 45’ | Marcatori | 27’ Tipold |

| Arbitro: | Leimert |

|            |           |                       |
| Molnar 50’ | Marcatori | 24’ Golke 61’ Straube |

| Arbitro: | Hotop |

|                                            |           |  |
| Gunnlaugsson 53’ Golke 62’ Przondziono 77’ | Marcatori |  |

| Arbitro: | Habermann |

|                                 |           |                      |
| Reich 15’ Klein 32’ Brunner 86’ | Marcatori | 19’ Bustos 43’ Golke |

| Arbitro: | Wiesel |

|  |           |              |
|  | Marcatori | 47’ Baumgart |

### Coppa di Germania
| Arbitro: | Fischer |

|            |           |  |
| Wölki 119’ | Marcatori |  |

## Statistiche

### Statistiche di squadra
| Competizione      | Punti | In casa | In casa | In casa | In casa | In casa | In casa | In trasferta | In trasferta | In trasferta | In trasferta | In trasferta | In trasferta | Totale | Totale | Totale | Totale | Totale | Totale | DR |
| Competizione      | Punti | G       | V       | N       | P       | Gf      | Gs      | G            | V            | N            | P            | Gf           | Gs           | G      | V      | N      | P      | Gf     | Gs     | DR |
| ----------------- | ----- | ------- | ------- | ------- | ------- | ------- | ------- | ------------ | ------------ | ------------ | ------------ | ------------ | ------------ | ------ | ------ | ------ | ------ | ------ | ------ | -- |
| 2. Bundesliga     | 41    | 17      | 6       | 9       | 2       | 23      | 13      | 17           | 3            | 5            | 9            | 17           | 32           | 34     | 9      | 14     | 11     | 40     | 45     | -5 |
| Coppa di Germania | -     | 0       | 0       | 0       | 0       | 0       | 0       | 1            | 0            | 0            | 1            | 0            | 1            | 1      | 0      | 0      | 1      | 0      | 1      | -1 |
| Totale            | 41    | 17      | 6       | 9       | 2       | 23      | 13      | 18           | 3            | 5            | 10           | 17           | 33           | 35     | 9      | 14     | 12     | 40     | 46     | -6 |

### Andamento in campionato
| Giornata  | 1 | 2 | 3 | 4 | 5 | 6 | 7 | 8 | 9 | 10 | 11 | 12 | 13 | 14 | 15 | 16 | 17 | 18 | 19 | 20 | 21 | 22 | 23 | 24 | 25 | 26 | 27 | 28 | 29 | 30 | 31 | 32 | 33 | 34 |
| --------- | - | - | - | - | - | - | - | - | - | -- | -- | -- | -- | -- | -- | -- | -- | -- | -- | -- | -- | -- | -- | -- | -- | -- | -- | -- | -- | -- | -- | -- | -- | -- |
| Luogo     | C | T | C | T | C | T | C | T | T | C  | T  | C  | T  | C  | T  | C  | T  | T  | C  | T  | C  | T  | C  | T  | C  | C  | T  | C  | T  | C  | T  | C  | T  | C  |
| Risultato | N | V | V | N | V | P | N | P | N | N  | P  | N  | P  | V  | P  | N  | P  | P  | V  | N  | V  | V  | P  | N  | N  | N  | N  | N  | P  | N  | V  | V  | P  | P  |
| Posizione | 9 | 7 | 5 | 6 | 4 | 5 | 5 | 6 | 8 | 8  | 10 | 11 | 12 | 10 | 12 | 13 | 14 | 15 | 16 | 16 | 14 | 13 | 15 | 14 | 14 | 14 | 15 | 13 | 16 | 16 | 15 | 13 | 13 | 15 |

Legenda:

Luogo: C = Casa; T = Trasferta. Risultato: V = Vittoria; N = Pareggio; P = Sconfitta.

### Statistiche dei giocatori
| Giocatore       | 2. Bundesliga | 2. Bundesliga | 2. Bundesliga | 2. Bundesliga | Coppa di Germania | Coppa di Germania | Coppa di Germania | Coppa di Germania | Totale   | Totale | Totale      | Totale     |
| Giocatore       | Presenze      | Reti          | Ammonizioni   | Espulsioni    | Presenze          | Reti              | Ammonizioni       | Espulsioni        | Presenze | Reti   | Ammonizioni | Espulsioni |
| --------------- | ------------- | ------------- | ------------- | ------------- | ----------------- | ----------------- | ----------------- | ----------------- | -------- | ------ | ----------- | ---------- |
| F. Baumann      | 5             | 0             | 2             | 0             | 0                 | 0                 | 0                 | 0                 | 5        | 0      | 2           | 0          |
| M. Brand        | 8             | 0             | 2             | 0             | 0                 | 0                 | 0                 | 0                 | 8        | 0      | 2           | 0          |
| L. Braun        | 16            | 0             | 1             | 0             | 0                 | 0                 | 0                 | 0                 | 16       | 0      | 1           | 0          |
| T. Brunner      | 26            | 0             | 4             | 0             | 0                 | 0                 | 0                 | 0                 | 26       | 0      | 4           | 0          |
| P. Bräutigam    | 34            | 0             | 0             | 0             | 1                 | 0                 | 0                 | 0                 | 35       | 0      | 0           | 0          |
| S. Bustos       | 19            | 3             | 5             | 0             | 0                 | 0                 | 0                 | 0                 | 19       | 3      | 5           | 0          |
| J. Böhme        | 16            | 1             | 6             | 1             | 0                 | 0                 | 0                 | 0                 | 16       | 1      | 6           | 1          |
| A. Contala      | 7             | 0             | 3             | 0             | 1                 | 0                 | 1                 | 0                 | 8        | 0      | 4           | 0          |
| H. Criens       | 11            | 1             | 0             | 0             | 1                 | 0                 | 0                 | 0                 | 12       | 1      | 0           | 0          |
| H. Ebertz       | 0             | 0             | 0             | 0             | 0                 | 0                 | 0                 | 0                 | 0        | 0      | 0           | 0          |
| T. Eichin       | 10            | 1             | 3             | 0             | 0                 | 0                 | 0                 | 0                 | 10       | 1      | 3           | 0          |
| K. Friedmann    | 14            | 2             | 4             | 0             | 1                 | 0                 | 1                 | 0                 | 15       | 2      | 5           | 0          |
| A. Golke        | 29            | 7             | 5             | 0             | 1                 | 0                 | 0                 | 0                 | 30       | 7      | 5           | 0          |
| A. Gunnlaugsson | 28            | 8             | 6             | 0             | 0                 | 0                 | 0                 | 0                 | 28       | 8      | 6           | 0          |
| B. Gunnlaugsson | 27            | 5             | 5             | 0             | 0                 | 0                 | 0                 | 0                 | 27       | 5      | 5           | 0          |
| K. Halat        | 0             | 0             | 0             | 0             | 0                 | 0                 | 0                 | 0                 | 0        | 0      | 0           | 0          |
| R. Hintermaier  | 14            | 0             | 6             | 0             | 0                 | 0                 | 0                 | 0                 | 14       | 0      | 6           | 0          |
| J. Kramny       | 25            | 2             | 2             | 2             | 1                 | 0                 | 1                 | 0                 | 26       | 2      | 3           | 2          |
| L. Kubík        | 19            | 1             | 2             | 2             | 1                 | 0                 | 1                 | 0                 | 20       | 1      | 3           | 2          |
| T. Maus         | 1             | 0             | 0             | 0             | 0                 | 0                 | 0                 | 0                 | 1        | 0      | 0           | 0          |
| F. Möller       | 8             | 1             | 0             | 0             | 1                 | 0                 | 0                 | 0                 | 9        | 1      | 0           | 0          |
| M. Oechler      | 27            | 0             | 1             | 0             | 1                 | 0                 | 0                 | 0                 | 28       | 0      | 1           | 0          |
| M. Przondziono  | 6             | 1             | 0             | 0             | 1                 | 0                 | 0                 | 0                 | 7        | 1      | 0           | 0          |
| O. Straube      | 18            | 3             | 7             | 0             | 1                 | 0                 | 0                 | 0                 | 19       | 3      | 7           | 0          |
| M. Wiesinger    | 33            | 1             | 9             | 0             | 1                 | 0                 | 0                 | 0                 | 34       | 1      | 9           | 0          |
| R. Zietsch      | 29            | 3             | 6             | 0             | 1                 | 0                 | 1                 | 0                 | 30       | 3      | 7           | 0          |